# 有馬口駅 (国鉄)
有馬口駅（ありまぐちえき）は、かつて兵庫県有馬郡山口村（現・西宮市山口町）下山口にあった、鉄道省有馬線の駅（休止駅）である。有馬線の休止に伴い、1943年（昭和18年）に休止されたままとなっている。

## 歴史
1915年（大正4年）に有馬線の開業に伴い、当駅も開業した。山口村の要望で、当初は「山口駅」の名で開業を望んでいたが実現せず、光明寺の付近に当駅の開業が実現した。1928年（昭和3年）に神戸有馬電気鉄道三田線の開通により約1 km西に田尾寺駅が開業したため、客足を奪われることとなったが、1937年（昭和12年）に日中戦争が勃発すると、多くの出征兵が当駅から出兵したと言われている。

### 年表
- 1915年（大正4年）4月16日：有馬鉄道の開業に伴い開業[2]。同時に鉄道院が借り上げ。
- 1919年（大正8年）3月31日：有馬鉄道が国有化され、有馬軽便線所属となる[3]。
- 1922年（大正11年）9月2日：線路名称改定により、有馬線所属となる[3]。
- 1943年（昭和18年）7月1日：有馬線の休止（実質は廃止）に伴い休止駅となる[4]。

## 駅構造
単式ホーム1面1線のみを持つ地上駅。駅構内に、日本通運の営業所や山口信用購買組合の農業倉庫があったため、米を始めとする穀類や、山口村特産の竹籠・寒天を三田や神戸に運ぶのに役立った。開設時は、旅客用に島式ホーム1面2線と貨物用に側線1線とホーム1面を有した。

## 廃止後の現状
廃止後、土地改良により整地され往時を偲べるものは残されていないものの、駅跡に通ずる道路橋の名前は今なお「駅前橋」を名乗っている。また当駅の近くに橋脚が残されていたが、2011年（平成23年）に兵庫県道98号有馬山口線のバイパス工事により、取り壊された。

## 駅周辺
- 光明寺 (西宮市山口町)
- 公智神社 - 有馬線開業前日に開通報告祭が行われた。

## 隣の駅
鉄道省
有馬線
新道場駅 - 有馬口駅 - 有馬駅